# Poluarea apei

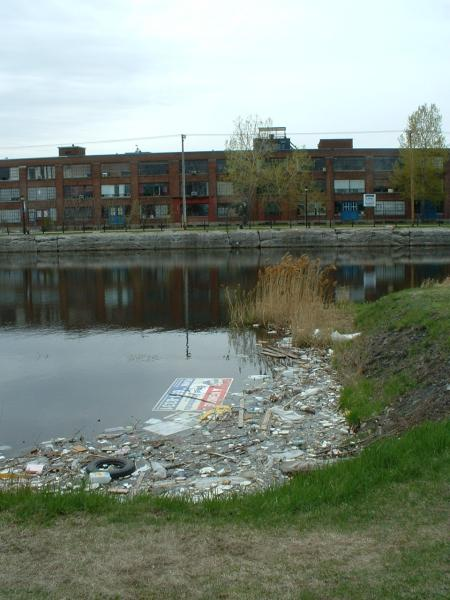
Poluare în Lachine Canal, Canada

Poluarea apei reprezintă orice modificare a compoziției sau a calității apei, ca rezultat al activităților umane sau în urma unor procese naturale, astfel încât aceasta să devină mai puțin adecvată utilizărilor sale.
Poluarea apei poate fi caracterizată  după natura substanțelor poluante ca fizică (datorată apelor termice), chimică (ca rezultat al deversării reziduurilor petroliere, fenolilor, detergenților, pesticidelor, substanțelor cancerigene sau a altor substanțe chimice specifice diverselor industrii), biologică (rezultată de contaminarea cu bacterii patogene, drojdii patogene, protozoare patogene, viermii paraziți, enterovirusurile, organisme coliforme, bacterii saprofite, fungii, algele, crustaceii etc) și radioactivă.
După perioada de timp cât acționează agentul poluant, poluarea poate fi permanentă, sistematică, periodică sau accidentală.

## Definiție
O definiție concretă a poluării apei este: „Poluarea apei este adăugarea de substanțe sau forme de energie care modifică direct sau indirect natura corpului de apă într-o asemenea manieră care afectează negativ utilizările sale legitime”. Apa este de obicei denumită poluată atunci când este afectată de contaminanți antropici. Datorită acestor contaminanți, fie nu se mai poate face o anumită utilizare umană, cum ar fi apa potabilă, fie suferă o schimbare semnificativă a capacității sale de a-și susține comunitățile biotice, cum ar fi peștii.

## Contaminanți

### Contaminanți cu origine în canalizare

Poster ce învăța oamenii din Asia de Sud despre activitățile umane care duc la poluarea surselor de apă.

Următorii compuși pot ajunge în corpurile de apă prin canalizare brută sau chiar prin evacuarea apelor uzate tratate:
- Diferiți compuși chimici găsiți în produsele de igienă personală și cosmetice.
- Subproduse de dezinfecție găsite în apa potabilă dezinfectată chimic.
- Hormoni (din creșterea animalelor și reziduri din metodele de contracepție hormonală umană).
- Insecticide și erbicide, adesea provenite din scurgerile agricole.

Poluanții și efectele lor:
| Poluant | Principalul parametru reprezentativ           | Efectul posibil al poluantului |
| --- | --------------------------------------------- | --- |
| Particule suspendate solide                                                                                        | Solide totale în suspensie                    | - Probleme estetice - Depuneri de nămol - Adsorbția poluanților - Protecția agenților patogeni                                                                      |
| Materie organică biodegradabilă                                                                                    | Cererea biologică de oxigen (BOD)             | - Consumul de oxigen - Moartea peștilor - Condiții septice |
| Nutrienți | - Azot - Fosfor                               | - Creșterea excesivă a algelor - Toxicitate pentru pești (amoniac) - Boli la nou-născuți (sindromul bebelușului albastru de la nitrați) - Poluarea apelor subterane |
| Agenții patogeni                                                                                                   | - Coliforme, precum E. coli - Ouă de helminți | Boli transmise prin apă |
| Materie organică nebiodegradabilă                                                                                  | - Pesticide - Unii detergenți                 | - Toxicitate (diverse) - Spumă (detergenți) - Reducerea transferului de oxigen (detergenți) - Non-biodegradabilitate - Mirosuri neplăcute (de exemplu: fenoli)      |
| Solide anorganice dizolvate                                                                                        | - Solide dizolvate total - Conductivitate     | - Salinitate excesivă - daune plantațiilor (irigare) - Toxicitate pentru plante (unii ioni) - Probleme cu permeabilitatea solului (sodiu)                           |
| * Sursele acestor poluanți sunt apele uzate municipale și industriale, scurgerile urbane și activitățile agricole. |                                               | |

### Agenții patogeni
Grupurile majore de organisme patogene sunt: (a) bacterii, (b) viruși, (c) protozoare și (d) helminți. În practică, organismele indicator sunt utilizate pentru a investiga poluarea patogenă a apei deoarece detectarea organismelor patogene în proba de apă este dificilă și costisitoare, din cauza concentrațiilor scăzute ale acestora. Indicatorii (indicatorul bacterian) ai contaminării fecale a probelor de apă cel mai des utilizați sunt: coliformi totali (TC), coliformii fecale (FC) sau coliformii termotoleranti, E. coli. Agenții patogeni pot produce boli transmise prin apă la oameni și animale. Unele microorganisme găsite uneori în apele de suprafață contaminate care au cauzat probleme de sănătate umană includ: Burkholderia pseudomallei, Cryptosporidium parvum, Giardia lamblia, Salmonella, norovirus.
Sursa nivelurilor ridicate de agenți patogeni din corpurile de apă poate fi din fecalele umane (datorită defecării în aer liber), ape uzate, ape negre sau gunoi de grajd.

### Compuși organici
Substanțele organice care intră în corpurile de apă sunt adesea toxice.
- Hidrocarburi petroliere, inclusiv carburanți (benzină, motorină, carburanți pentru avioane și păcură) și lubrifianți (ulei de motor).
- Compuși organici volatili, cum ar fi solvenții industriali depozitați necorespunzător. Speciile problematice sunt organoclorurile, cum ar fi bifenilul policlorurat (PCB) și tricloretilena, un solvent comun.[1]

### Contaminanți anorganici

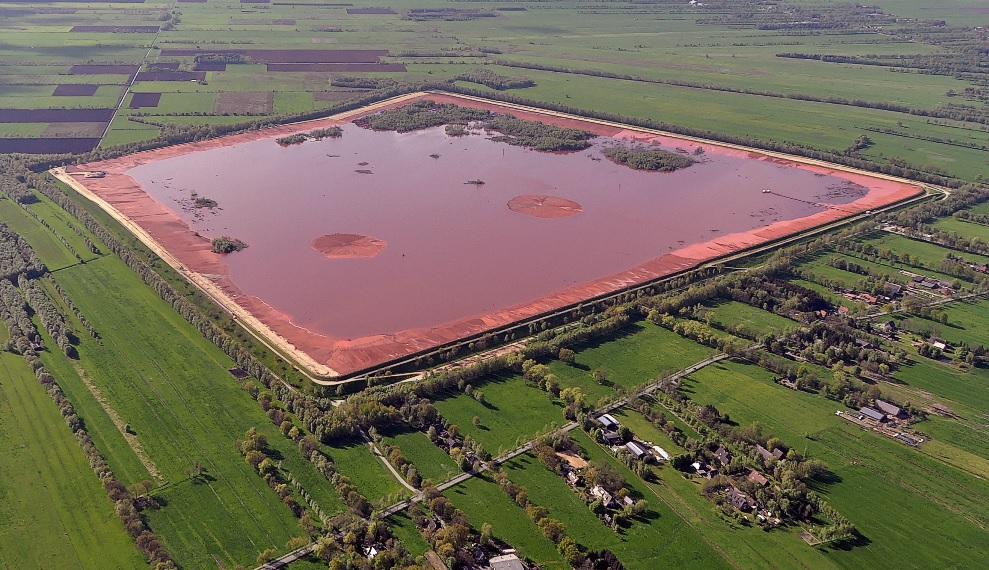
Rezidul de bauxită este un deșeu industrial care este periculos de alcalin și poate duce la poluarea apei dacă nu este gestionat corespunzător.

Poluanții anorganici ai apei includ, de exemplu:
- Amoniac din procesarea alimentelor.
- Metalele grele de la autovehicule (prin scurgerea apelor pluviale urbane) și drenajul acid al minelor.
- Nitrați și fosfați, din canalizare și agricultură.
- Namol (sediment) în scurgerile de pe șantierele de construcții sau de la canalizare, exploatare forestieră, practici de tăiere și ardere sau locuri de defrișare.
- Sarea: salinizarea apei dulci este procesul de scurgere sărată care contaminează ecosistemele de apă dulce. Salinizarea indusă de om este denumită salinizare secundară, cu utilizarea sărurilor rutiere pentru dezghețare ca cea mai comună formă de scurgere.[2]

### Poluanți farmaceutici

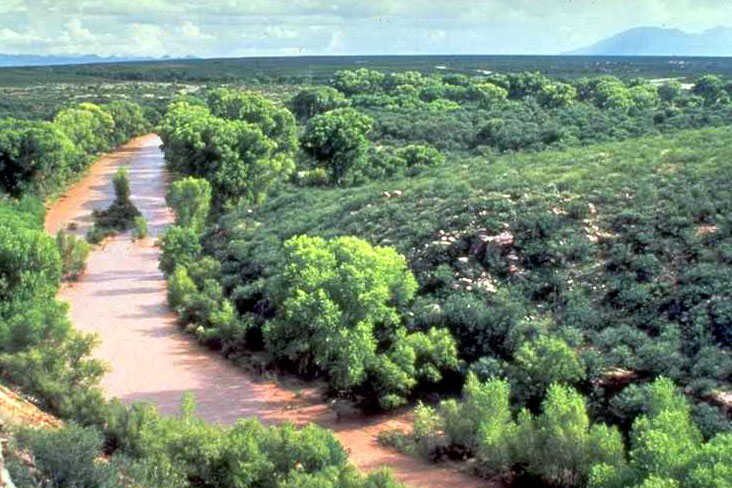
Râu noroios poluat de sedimente.

Efectul asupra mediului al produselor farmaceutice și al produselor de îngrijire personală (PPCP) este investigat din anii 1990. PPCP-urile includ substanțe utilizate de persoane din motive de sănătate personală sau cosmetice și produsele utilizate de industria agronomiei, pentru a stimula creșterea sau sănătatea animalelor. Peste douăzeci de milioane de tone de PPCP sunt produse în fiecare an. Uniunea Europeană a declarat drept „substanțe prioritare” rezidurile farmaceutice cu potențial de contaminare a apei și a solului.
PPCP-urile au fost detectate în corpurile de apă din întreaga lume. Sunt necesare mai multe cercetări pentru a evalua riscurile de toxicitate, persistență și bioacumulare, dar starea actuală a cercetărilor arată că produsele de îngrijire personală au impact asupra mediului. PPCP-urile cuprind poluanții farmaceutici persistenți de mediu (EPPP) și sunt un tip de poluanți organici persistenți.
În 2022, cel mai cuprinzător studiu al poluării farmaceutice a râurilor lumii a constatat că aceasta amenință „mediul și/sau sănătatea umană în mai mult de un sfert din locațiile studiate”. S-au investigat 1.052 de locuri de prelevare de-a lungul a 258 de râuri din 104 țări, reprezentând poluarea fluvială a 470 de milioane de oameni. S-a constatat că „cele mai contaminate locații au fost în țări cu venituri mici sau medii și au fost asociate cu zone cu infrastructură slabă de gestionare a apelor uzate și a deșeurilor”.

### Deșeuri solide și materiale plastice
Deșeurile solide pot pătrunde în corpurile de apă prin ape uzate netratate, revărsări combinate de canalizare, scurgeri urbane, oameni care aruncă gunoiul în mediu, vântul care transportă deșeurile solide municipale din gropile de gunoi și așa mai departe. Acest lucru duce la poluare macroscopică – obiecte mari vizibile care poluează apa – dar și poluare cu microplastice care nu este direct vizibilă. Termenii deșeuri marine și poluare marină din plastic sunt utilizați în contextul poluării oceanelor.
Microplasticele persistă în mediu la niveluri ridicate, în special în ecosistemele acvatice și marine, unde provoacă poluarea apei. 35% din toate microplasticele oceanice provin din textile/îmbrăcăminte, în primul rând din cauza eroziunii îmbrăcămintei pe bază de poliester, acril sau nailon.
Apele pluviale, apele uzate netratate și vântul sunt principalele conducte pentru microplasticele de la uscat la mare. Țesăturile sintetice, anvelopele și praful de oraș sunt cele mai comune surse de microplastice. Aceste trei surse reprezintă mai mult de 80% din toată contaminarea cu microplastic.

## Tipuri de poluare a apelor de suprafață
Poluarea apelor de suprafață include poluarea râurilor, lacurilor și oceanelor. Un subset al poluării apelor de suprafață este poluarea marine, care afectează oceanele. Poluarea cu nutrienți se referă la contaminarea prin aporturi excesive de nutrienți.
La nivel global, aproximativ 4,5 miliarde de oameni nu au sisteme de salubritate gestionate, potrivit unei estimări a Programului comun de monitorizare pentru alimentarea cu apă și canalizare. Lipsa accesului la canalizare este îngrijorătoare și duce adesea la poluarea apei, de ex. prin practica defecării în aer liber.
Începând cu 2022, Europa și Asia Centrală reprezintă aproximativ 16% din descărcarea globală de microplastice în mări.

### Poluarea marină
Poluarea marină apare atunci când substanțele utilizate sau răspândite de oameni, cum ar fi deșeurile industriale, agricole și rezidențiale, particulele, zgomotul, excesul de dioxid de carbon sau organisme invazive intră în ocean și provoacă efecte nocive. Majoritatea acestor deșeuri (80%) provin din activități terestre, deși și transportul maritim contribuie în mod semnificativ. Este o combinație de substanțe chimice și gunoi, majoritatea provin din surse terestre și sunt spălate sau aruncate în ocean. Această poluare duce la deteriorarea mediului, a sănătății tuturor organismelor și a structurilor economice din întreaga lume. Deoarece majoritatea deșeurilor provin de pe uscat, fie prin râuri, canalizare sau atmosferă, înseamnă că platformele continentale sunt mai vulnerabile la poluare. Poluarea aerului este, de asemenea, un factor care contribuie prin transportul de fier, acid carbonic, azot, siliciu, sulf, pesticide sau particule de praf în ocean. Poluarea poate provenii din surse precum scurgerile agricole, resturile suflate de vânt și praful.

### Poluarea cu nutrienți
Poluarea cu nutrienți, o formă de poluare a apei, se referă la contaminarea prin aporturi excesive de nutrienți. Este o cauză primară de eutrofizare a apelor de suprafață (lacuri, râuri și ape de coastă), în care excesul de nutrienți, de obicei azotul sau fosforul, stimulează creșterea algelor. Sursele de poluare cu nutrienți includ scurgerile de suprafață din câmpurile agricole, evacuările din fose septice și emisiile de la ardere. Apele uzate brute contribuie semnificativ la eutrofizarea culturală, deoarece apele uzate sunt bogate în nutrienți. Eliberarea apelor uzate brute într-un corp de apă mare este denumită deversare de ape uzate și încă se întâmplă în toată lumea. Excesul de compuși reactivi de azot în mediu este asociat cu multe preocupări de mediu la scară largă. Acestea includ înflorirea algelor dăunătoare, hipoxia, ploile acide și schimbări climatice.

### Poluarea termală

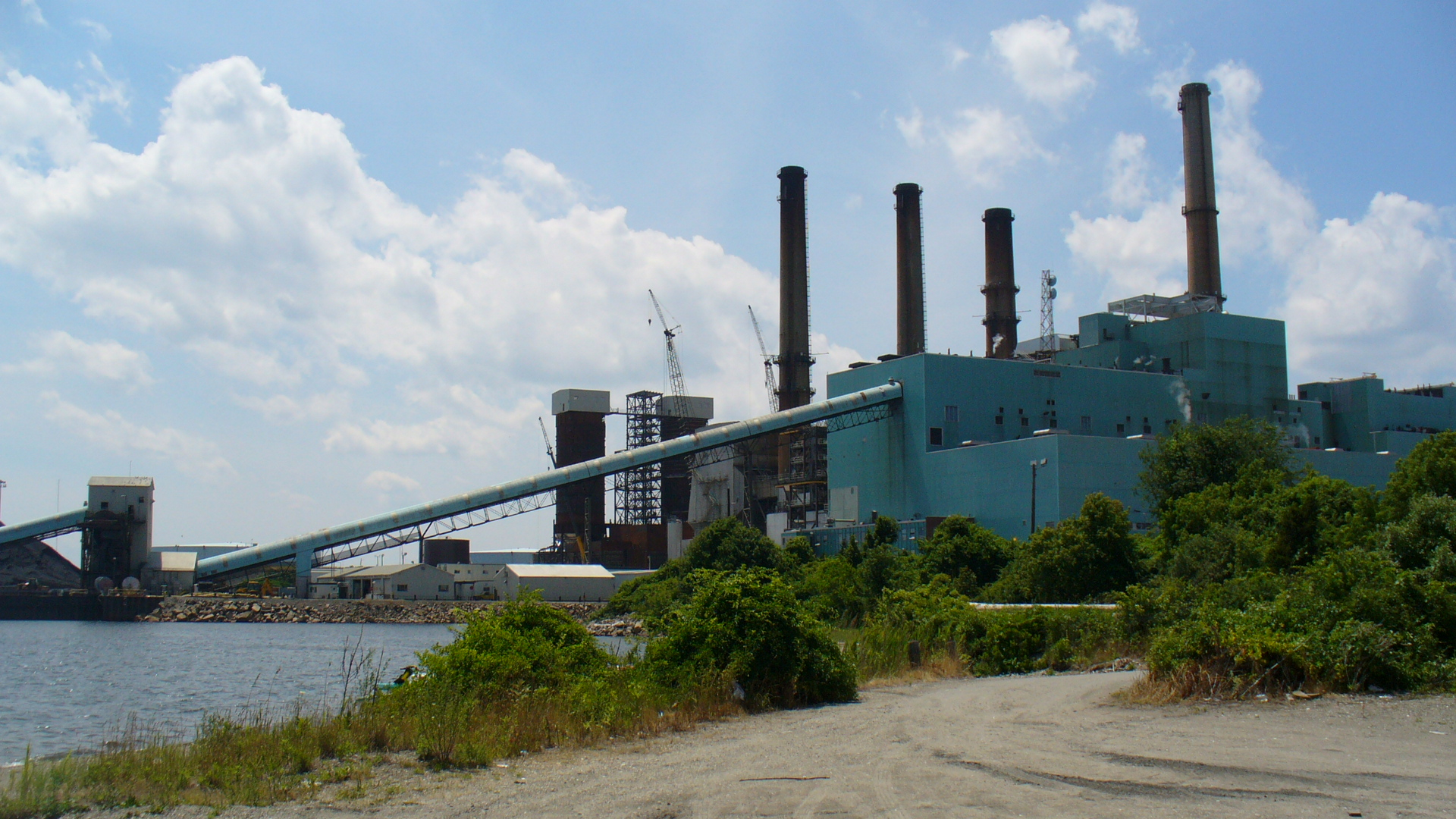
Centrala electrică Brayton Point din Massachusetts deversează apă încălzită în Golful Mount Hope.

Poluarea termică, numită uneori „îmbogățire termică”, este degradarea calității apei prin orice proces care modifică temperatura apei. Poluarea termică este creșterea sau scăderea temperaturii unui corp natural de apă cauzată de influența umană. Poluarea termică, spre deosebire de poluarea chimică, are ca rezultat o modificare a proprietăților fizice ale apei. O cauză comună a poluării termice este utilizarea apei ca agent de răcire de către centralele electrice și producătorii industriali. Poluarea termică poate fi cauzată și de eliberarea apei foarte reci de la baza rezervoarelor în râurile mai calde. Temperaturile ridicate ale apei scad nivelurile de oxigen (datorită nivelurilor mai scăzute de oxigen dizolvat, deoarece gazele sunt mai puțin solubile în lichide mai calde), ceea ce poate ucide peștii (care pot putrezi apoi) și poate modifica compoziția lanțului trofic.

### Poluarea biologică
Introducerea organismelor acvatice invazive este, de asemenea, o formă de poluare a apei. Provoacă poluare biologică.

## Poluarea apelor subterane
Poluarea apelor subterane (numită și contaminarea apelor subterane) are loc atunci când poluanții sunt eliberați în sol și își fac drum în apele subterane. Acest tip de poluare a apei poate apărea în mod natural și din cauza prezenței unui contaminant sau a unei impurități în apele subterane, caz în care este mai degrabă denumită contaminare decât poluare. Poluarea apelor subterane poate apărea din sistemele de salubrizare, scurgeri de canalizare, stații de alimentare cu benzină sau din supraaplicarea îngrășămintelor în agricultură. Poluarea (sau contaminarea) poate apărea și din cauza contaminanților naturali, cum ar fi arsenul sau fluorura. Utilizarea apelor subterane poluate provoacă pericole pentru sănătatea publică prin otrăvire sau răspândirea bolilor (boli transmise prin apă).
În multe zone ale lumii, poluarea apelor subterane reprezintă un pericol pentru bunăstarea oamenilor și a ecosistemelor.

## Poluarea din surse punctuale
Poluarea apei din sursă punctuală se referă la contaminanții care intră într-o cale navigabilă dintr-o singură sursă identificabilă, cum ar fi o conductă sau un șanț. Exemple de surse din această categorie includ evacuările de la o stație de epurare a apelor uzate, o fabrică sau un canal de scurgere urbană.

### Canalizare
Canalele uzate sunt formate din 99,9% apă și 0,1% solide. Apele reziduale contribuie cu multe clase de nutrienți care duc la eutrofizare. Este o sursă majoră de fosfat, de exemplu. Apele reziduale sunt adesea contaminate cu diverși compuși găsiți în igiena personală, cosmetice, medicamente. Poluarea apei din cauza poluanților farmaceutici persistenti din mediu poate avea consecințe ample. Atunci când canalizarea se revarsă în timpul furtunii, acest lucru poate duce la poluarea apei de la canalizarea neepurată. Astfel de evenimente se numesc revărsări de canalizare sanitară sau revărsări combinate de canalizare.

### Ape industriale uzate

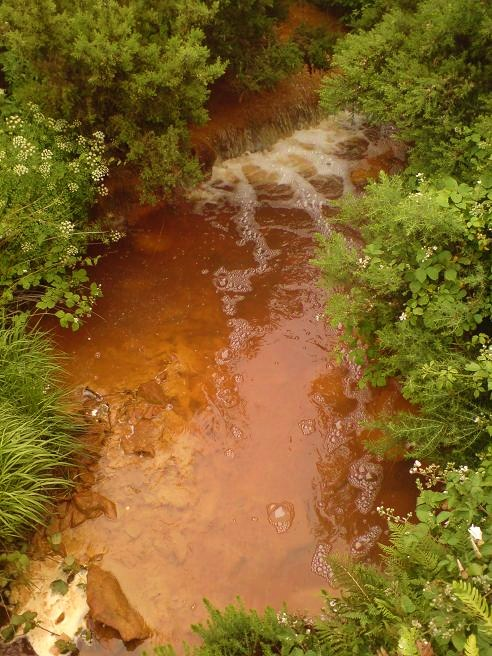
Un râu poluat care drenează o mină de cupru abandonată din Anglesey.

Procesele industriale care folosesc apă produc și ape uzate. Aceasta se numește apă uzată industrială. Folosind SUA ca exemplu, principalii consumatori industriali de apă (folosind peste 60% din consumul total) sunt centralele electrice, rafinăriile de petrol, fabricile de fier și oțel, fabricile de celuloză și hârtie și industriile de prelucrare a alimentelor. Unele industrii descarcă deșeuri chimice, inclusiv solvenți și metale grele (care sunt toxice) și alți poluanți nocivi.
Apele uzate industriale ar putea adăuga următorii poluanți la corpurile de apă receptoare dacă apele uzate nu sunt tratate și gestionate corespunzător:
- Metale grele, inclusiv mercur, plumb și crom.
- Materia organică și nutrienții, cum ar fi deșeurile alimentare.[18]
- Particule anorganice cum ar fi nisip, particule de metal, reziduri de cauciuc din anvelope etc.
- Toxine precum pesticide, otrăvuri, erbicide etc.
- Produse farmaceutice, compuși care perturbă sistemul endocrin, hormoni, compuși perfluorurați, siloxani, droguri de abuz și alte substanțe periculoase.
- Microplastice precum polietilenă și polipropilenă, poliester și poliamidă.
- Poluarea termică de la centrale electrice și producători industriali.
- Radionuclizi din exploatarea uraniului, procesarea combustibilului nuclear, exploatarea reactoarelor nucleare sau eliminarea deșeurilor radioactive..

### Scurgeri de ulei
O scurgere de petrol este eliberarea unei hidrocarburi petroliere lichide în mediu, în special în ecosistemul marin, din cauza activității umane și este o formă de poluare. Termenul este de obicei dat deversărilor de petrol marine, unde petrolul este eliberat în ocean sau în apele de coastă, dar deversările pot avea loc și pe uscat. Deversările de petrol se pot datora eliberărilor de țiței de pe cisterne, platforme offshore, platforme de foraj și puțuri, precum și deversări de produse petroliere rafinate (cum ar fi benzină și motorină).

## Poluarea din surse nonpunctuale
Poluarea din sursă nepunctuală (NPS) se referă la contaminarea (sau poluarea) a apei sau a aerului care nu provine dintr-o singură sursă.  Acest tip de poluare este adesea efectul cumulativ al unor cantități mici de contaminanți adunați dintr-o zonă mare. Acest tip este în contrast cu poluarea provenită dintr-o singură sursă punctuală. Poluarea din surse nonpunctuale rezultă, în general, din scurgerea terenului, precipitații, depunerile atmosferice, drenaj, infiltrații sau modificări hidrologice.

### Agricultură
Agricultura contribuie major la poluarea apei din surse nepunctuale. Utilizarea îngrășămintelor, precum și a scurgerilor de suprafață din câmpurile agricole, pășunile duce la poluarea cu nutrienți. Pe lângă agricultura axată pe plante, piscicultura este și ea o sursă de poluare. În plus, scurgerile agricole conțin adesea niveluri ridicate de pesticide.

### Contribuții atmosferice (poluarea aerului)
Depunerea în aer este un proces prin care poluanții atmosferici din surse industriale sau naturale se depun în corpurile de apă. Depunerea poate duce la apă poluată în apropierea sursei sau la distanțe de până la câteva mii de mile distanță. Cei mai frecvent observați poluanți ai apei care rezultă din depunerea în aer industrial sunt compușii cu sulf, compușii cu azot, compușii cu mercur, alte metale grele și unele pesticide. Sursele naturale de depunere în aer includ incendiile forestiere și activitatea microbiană.
Ploaia acidă este cauzată de emisiile de dioxid de sulf și oxid de azot, care reacționează cu moleculele de apă din atmosferă pentru a produce acizi. Unele guverne au făcut eforturi încă din anii 1970 pentru a reduce eliberarea de dioxid de sulf și oxid de azot în atmosferă.  Principala sursă de compuși de sulf și azot care au ca rezultat ploaia acidă sunt antropice, dar oxizii de azot pot fi produși și în mod natural prin lovituri de fulgere. Ploaia acidă poate avea efecte dăunătoare asupra plantelor, ecosistemelor acvatice și infrastructurii.

## Prelevare de probe, măsurători, analize

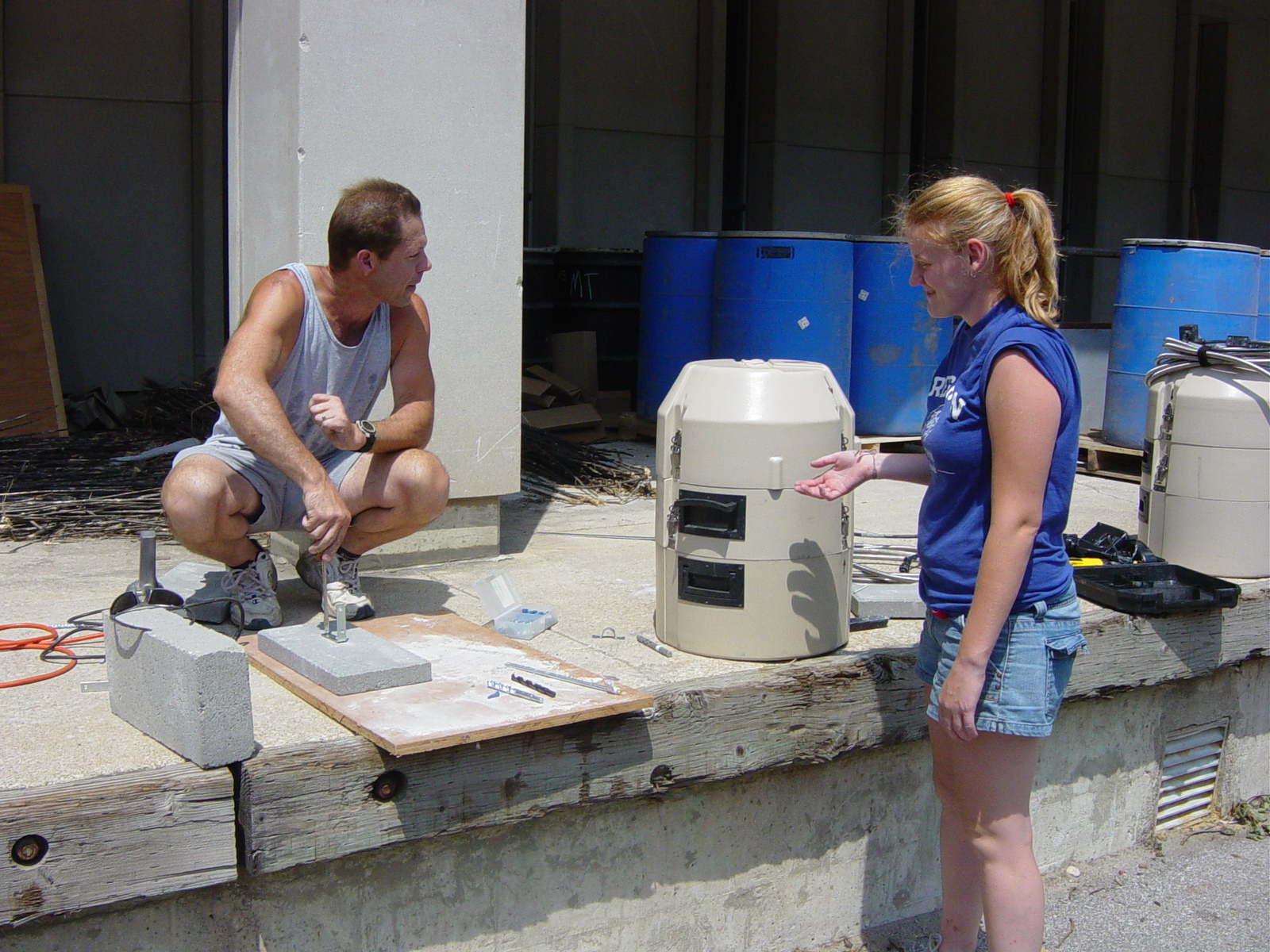
Oamenii de știință pregătesc autosamplere de apă.

Poluarea apei poate fi analizată prin mai multe categorii largi de metode: fizice, chimice și biologice. Unele metode pot fi efectuate fără eșantionare, cum ar fi temperatura. Altele implică colectarea de probe, urmată de teste analitice specializate în laborator. Au fost publicate metode de testare analitică standardizate, validate, pentru probe de apă și apă uzată.
Testele fizice comune ale apei includ temperatura, conductanța specifică sau conductabilitatea electrică (EC). Probele de apă pot fi examinate folosind metode de chimie analitică. Multe metode de testare publicate sunt disponibile atât pentru compușii organici, cât și pentru cei anorganici.
Utilizarea unui biomonitor sau bioindicator este descrisă ca monitorizare biologică. Aceasta se referă la măsurarea proprietăților specifice ale unui organism pentru a obține informații despre mediul fizic și chimic al acestuia. Testarea biologică implică utilizarea indicatorilor de plante, animale sau microbi pentru a monitoriza starea de sănătate a unui ecosistem acvatic. Sunt orice specie biologică sau grup de specii a căror funcție, populație sau statut poate dezvălui ce grad de integritate a ecosistemului sau a mediului este prezent. Un exemplu de grup de bio-indicatori sunt copepodele și alte mici crustacee de apă care sunt prezente în multe corpuri de apă. Astfel de organisme pot fi monitorizate pentru modificări (biochimice, fiziologice sau comportamentale) care pot indica o problemă în ecosistemul lor.
Complexitatea calității apei ca subiect se reflectă în numeroasele tipuri de măsurători ale indicatorilor de calitate a apei. Unele măsurători ale calității apei se fac cel mai precis la fața locului, deoarece apa există în echilibru cu mediul înconjurător.

## Impact

### Ecosisteme

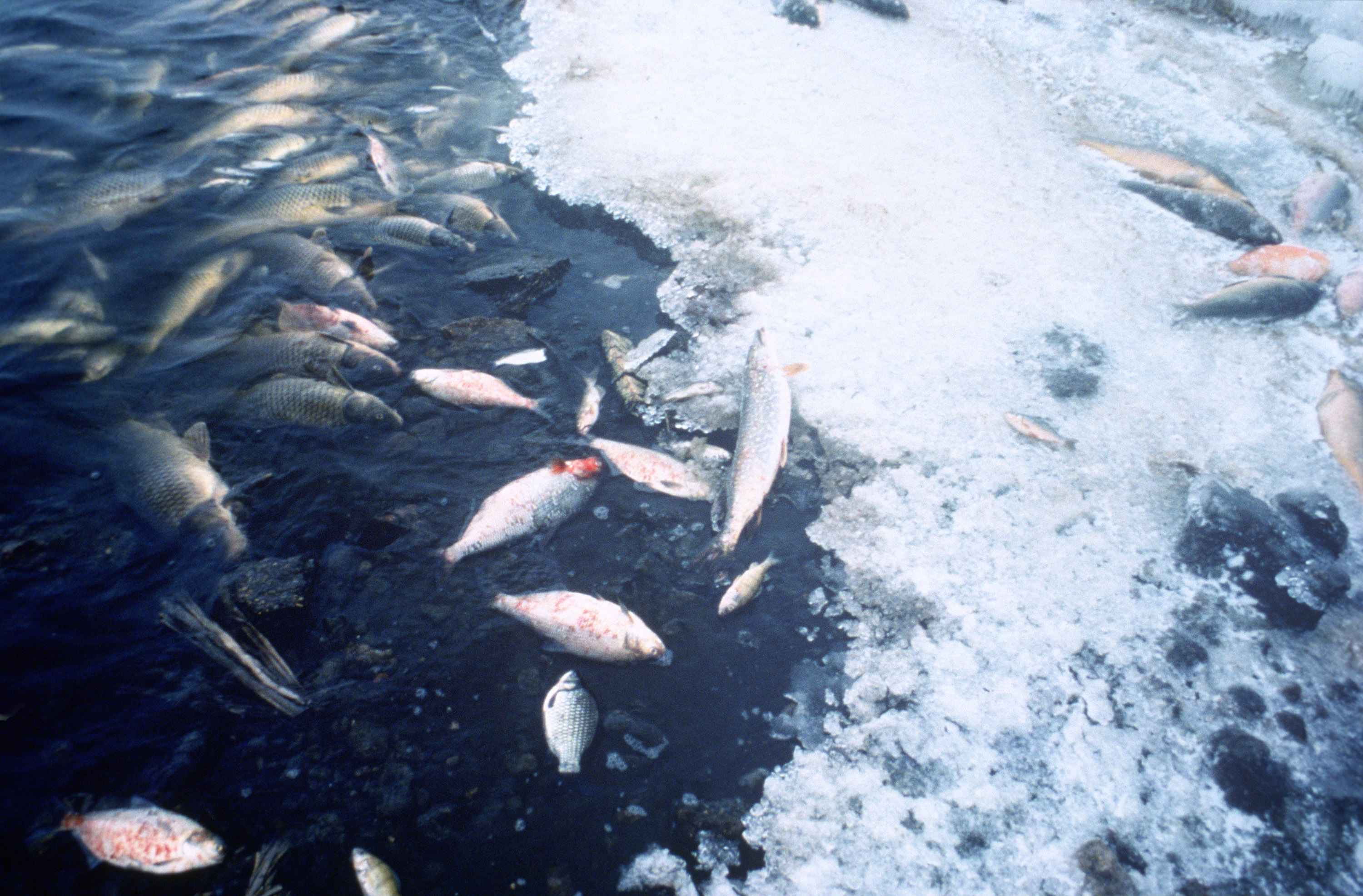
Epuizarea oxigenului, rezultată din poluarea cu azot și eutrofizare, este o cauză comună a uciderii peștilor.

Poluarea apei este o problemă majoră de mediu la nivel mondial, deoarece poate duce la degradarea tuturor ecosistemelor acvatice. Contaminanții specifici care conduc la poluarea apei includ un spectru larg de substanțe chimice, agenți patogeni și modificări fizice, cum ar fi temperatura ridicată. Concentrațiile mari de substanțe naturale pot avea efecte negative asupra florei și faunei acvatice. Substanțele care epuizează oxigenul pot fi materiale naturale, cum ar fi materia vegetală (de exemplu, frunze și iarbă), precum și substanțe chimice produse de om. Alte substanțe naturale și antropice pot provoca turbiditate care blochează lumina și perturbă creșterea plantelor.

### Sănătatea publică și bolile transmise prin apă

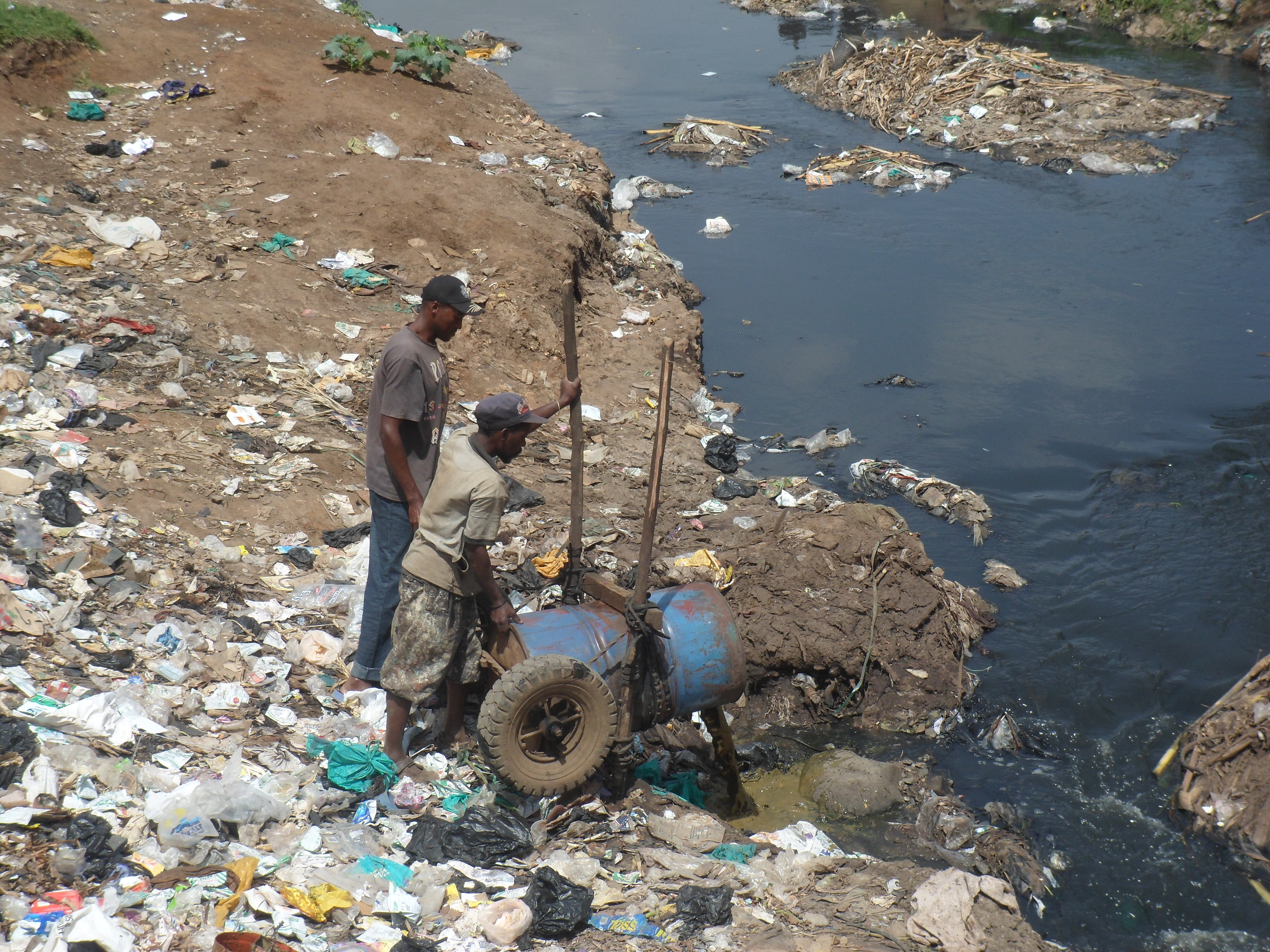
Nămolul fecal colectat din latrinele cu gropi este aruncat într-un râu din mahalaua Korogocho din Nairobi, Kenya.

Un studiu publicat în 2017 a afirmat că „apa poluată a răspândit boli gastrointestinale și infecții parazitare și a ucis 1,8 milioane de oameni”. Expunerea persistentă la poluanți prin apă reprezintă pericole pentru sănătatea mediului, care pot crește probabilitatea ca cineva să dezvolte cancer sau alte boli.

### Acidificarea oceanelor
Acidificarea oceanelor este un alt impact al poluării apei. Acidificarea oceanelor este scăderea continuă a valorii pH-ului oceanelor Pământului, cauzată de absorbția de dioxid de carbon din atmosferă.

## Răspândire
Poluarea apei este o problemă atât în țările în curs de dezvoltare, cât și în țările dezvoltate.

### După țară
De exemplu, poluarea apei în India și China este larg răspândită. Aproximativ 90 % din apa din orașele din China este poluată.

## Control și reducere

### Filosofia controlului poluării

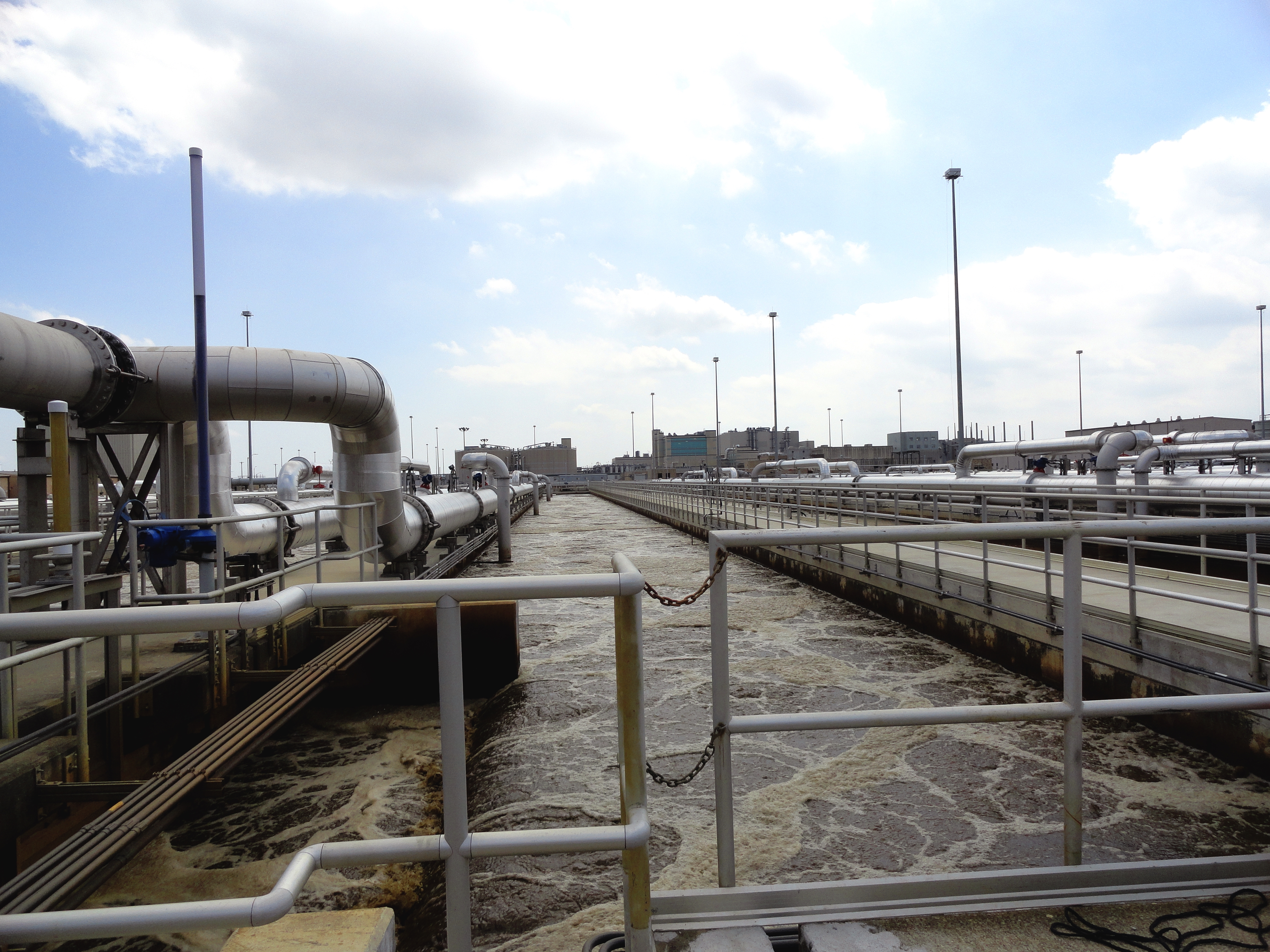
Vedere a reactoarelor de tratare secundară (procesul cu nămol activat) de la Stația avansată de tratare a apelor uzate Blue Plains, Washington.

Un aspect al protecției mediului sunt reglementările obligatorii, dar acestea sunt doar o parte a soluției. Alte instrumente importante în controlul poluării includ educația de mediu, instrumentele economice, forțele pieței și aplicarea mai strictă a regulilor. Instrumentele economice bazate pe piață pentru controlul poluării pot include: taxe, subvenții, scheme de depozit sau rambursare, crearea unei piețe de credite pentru poluare și stimulente de aplicare.
Trecerea către o abordare holistică în controlul poluării chimice combină următoarele abordări: măsuri de control integrat, considerații transfrontaliere, măsuri de control complementare și suplimentare.
Controlul poluării apei necesită infrastructură adecvată și planuri eficiente de management. Infrastructura poate include stații de tratare a apelor uzate, de exemplu stații de epurare a apelor uzate și stații de tratare a apelor uzate industriale. Tratarea apelor uzate agricole pentru ferme și controlul eroziunii pe șantierele de construcții pot ajuta, de asemenea, la prevenirea poluării apei. Controlul eficient al scurgerii urbane include reducerea vitezei și cantității debitului. Utilizarea serviciilor de salubrizare gestionate în siguranță ar preveni poluarea apei cauzată de lipsa accesului la canalizare.
Sistemele bine proiectate și operate pot elimina 90% sau mai mult din încărcătura de poluanți din canalizare.

### Salubrizare și tratare a apelor uzate

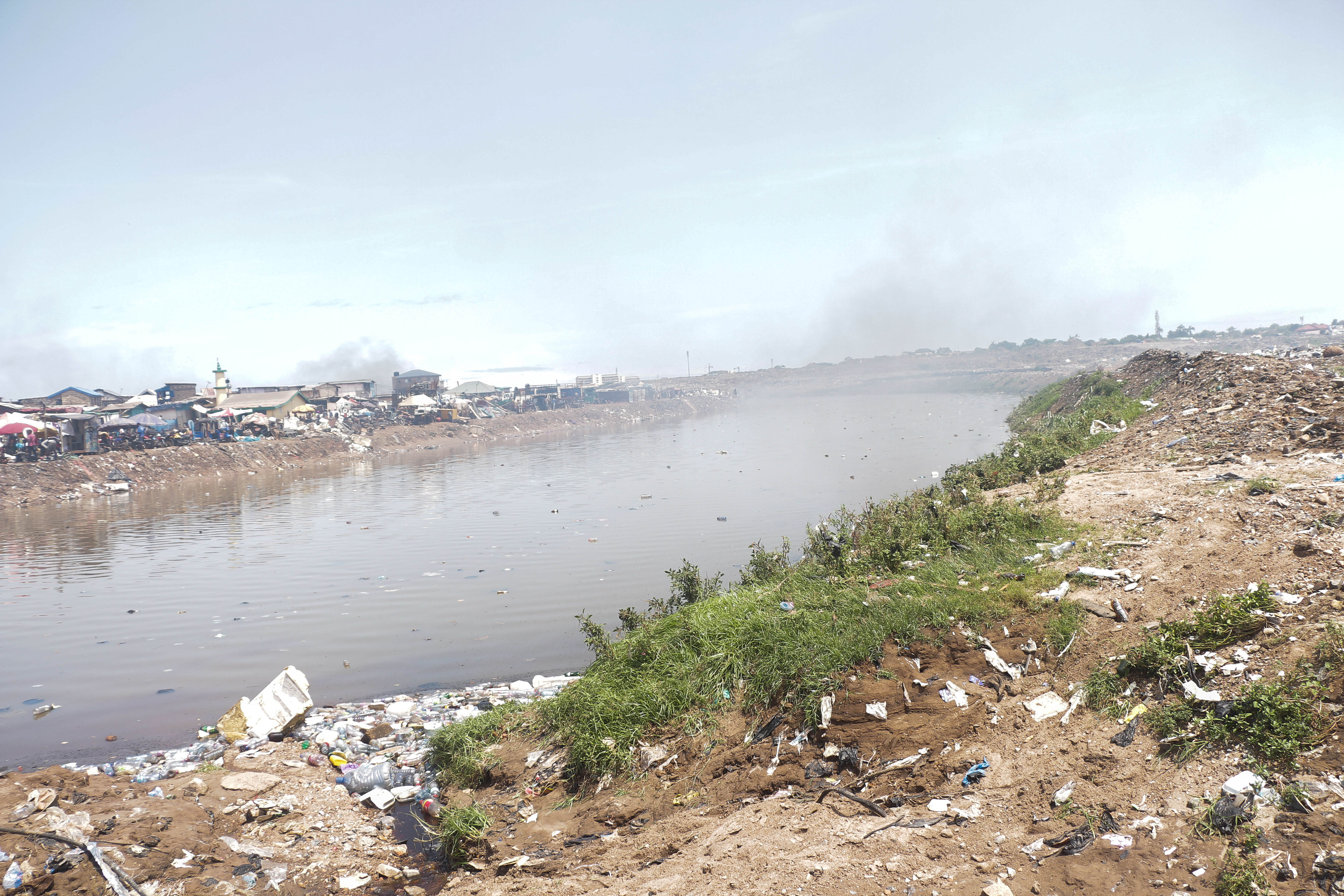
Deșeuri de plastic pe canalul mare și poluarea aerului în capătul îndepărtat al drenajului din Ghana.

Apele uzate municipale pot fi tratate prin stații de epurare centralizate, sisteme descentralizate de ape uzate, soluții bazate pe natură sau prin instalații de canalizare și fose septice. De exemplu, iazurile de stabilizare a deșeurilor sunt o opțiune de tratare a apelor uzate cu costuri reduse, în special pentru regiunile cu o climă caldă. Lumina UV (lumina solară) poate fi folosită pentru a degrada unii poluanți din iazurile de stabilizare a deșeurilor (bazine de canalizare). Unele locații au sisteme suplimentare pentru a elimina nutrienții și agenții patogeni. Deși astfel de tehnici avansate de tratare vor reduce, fără îndoială, evacuările de micropoluanți, ele pot duce, de asemenea, la costuri financiare mari.
Revărsările de canalizare pe timp de furtună pot fi abordate prin întreținerea și modernizarea în timp util a sistemului de canalizare. În SUA, orașele cu sisteme mari combinate nu au urmărit proiecte de separare la nivelul întregului sistem din cauza costului ridicat, ci au implementat proiecte de separare parțială și abordări de infrastructură verde.

### Tratarea apelor uzate industriale
Tratarea apelor uzate industriale descrie procesele utilizate pentru tratarea apelor uzate care sunt produse de industrii ca un produs secundar nedorit. După tratare, apele uzate industriale tratate pot fi refolosite sau eliberate într-un canal sanitar sau într-o apă de suprafață din mediu. Unele instalații industriale generează ape uzate care pot fi tratate în stațiile de epurare. Majoritatea proceselor industriale, precum rafinăriile de petrol, uzinele chimice și petrochimice au propriile lor instalații specializate pentru tratarea apelor uzate. Acest lucru se aplică industriilor care generează ape uzate cu concentrații mari de materie organică (de exemplu ulei și grăsimi), poluanți toxici (de exemplu, metale grele, compuși organici volatili) sau nutrienți precum amoniacul. Unele industrii instalează un sistem de pretratare pentru a elimina unii poluanți (de exemplu, compuși toxici) și apoi evacuează apele uzate parțial tratate în sistemul municipal de canalizare.

### Tratarea apelor uzate agricole
Tratarea apelor uzate agricole este o practică comună a fermelor pentru controlul poluării cauzate de exploatarea animalelor închise și de scurgerile de suprafață care pot fi contaminate cu substanțe chimice din îngrășăminte, pesticide sau dejecții animale. Tratarea apelor uzate agricole este necesară pentru operațiuni continue cu animale închise, cum ar fi producția de lapte și ouă. Poate fi realizat în instalații care utilizează unități de epurare mecanizate similare celor utilizate pentru apele uzate industriale. Acolo unde terenul este disponibil pentru iazuri, bazinele de decantare și lagunele facultative pot avea costuri operaționale mai mici pentru condițiile sezoniere de utilizare. Nămolurile de animale sunt de obicei tratate prin izolare în lagune înainte de eliminarea prin pulverizare. Zonele umede construite sunt folosite uneori pentru a facilita tratarea deșeurilor animale.

### Managementul eroziunii și controlul sedimentelor

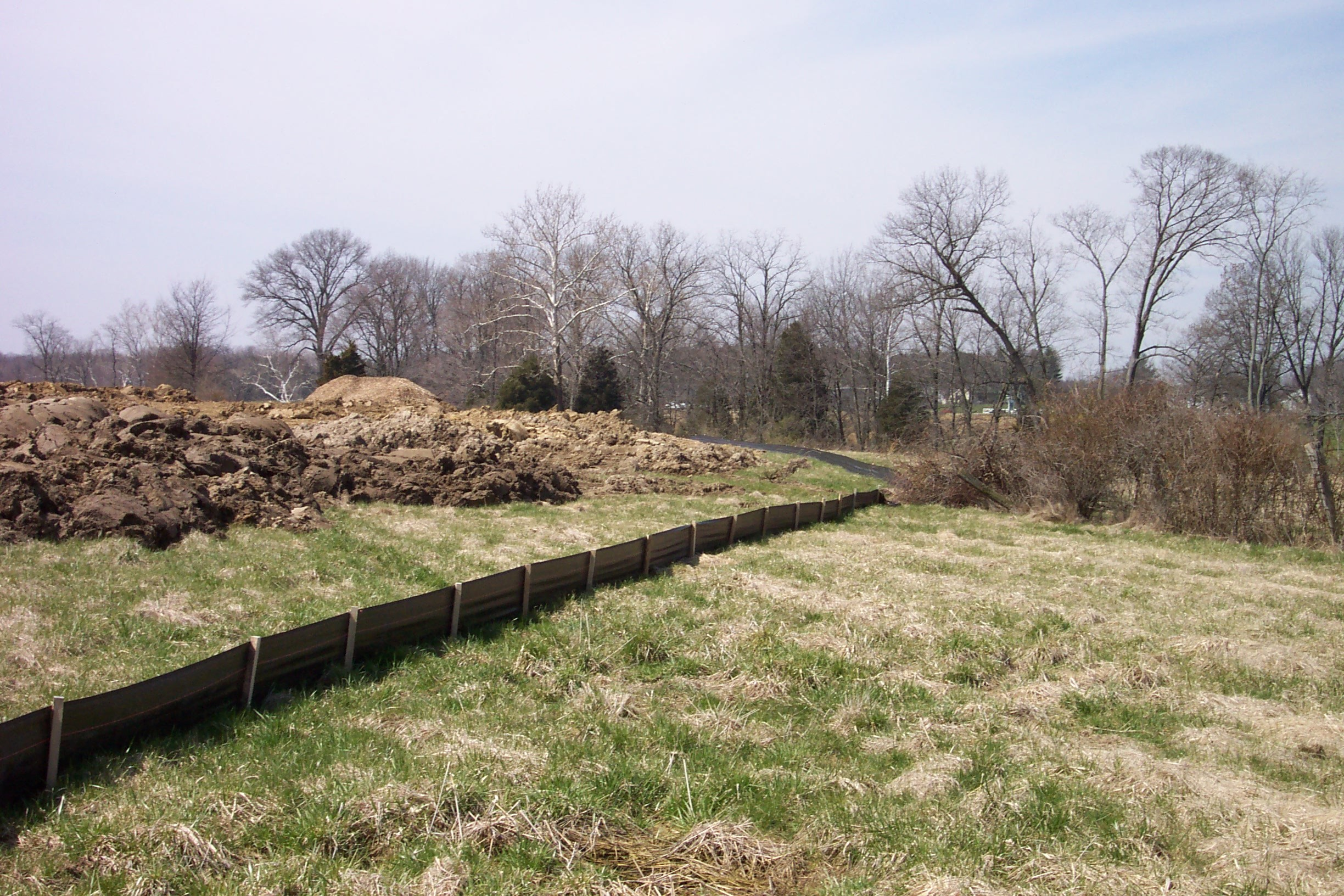
Gard de nămol instalat pe un șantier.

Sedimentele de pe șantierele de construcții pot fi gestionate prin controlul eroziunii. Deversarea de substanțe chimice toxice, cum ar fi carburanții pentru motoare și spălarea betonului, poate fi prevenită prin utilizarea planurilor de prevenire și control al scurgerilor. Eroziunea cauzată de defrișări și modificări ale hidrologiei (pierderea solului din cauza scurgerii apei) are ca rezultat și pierderea de sedimente și, potențial, poluarea apei.

### Controlul scurgerii urbane (ape pluviale)
Controlul eficient al scurgerii urbane presupune reducerea vitezei și a debitului apelor pluviale, precum și reducerea deversărilor de poluanți. Autoritățile locale folosesc o varietate de tehnici de gestionare a apelor pluviale pentru a reduce efectele scurgerilor urbane. Aceste tehnici se pot concentra pe controlul cantității de apă, în timp ce altele se concentrează pe îmbunătățirea calității apei, iar unele îndeplinesc ambele funcții.